# ダーウィンゾン・ヘルナンデス
- ダルウィンゾン・ヘルナンデス
- ダーウィンソン・ヘルナンデス
- ダルウィンソン・エルナンデス

ダーウィンゾン・デビッド・ヘルナンデス・アファナドル（Darwinzon David Hernández Afanador、1996年12月17日 - ）は、ベネズエラ・ボリバル州シウダ・ボリバル出身のプロ野球選手（投手）。左投左打。福岡ソフトバンクホークス所属。

## 経歴

### プロ入りとレッドソックス時代
2013年8月26日にインターナショナル・フリーエージェントでボストン・レッドソックスとマイナー契約を結んだ。
2014年6月3日にレッドソックス傘下のルーキー級ドミニカン・サマーリーグ・レッドソックスでプロデビュー。このシーズンは同チームに専属し、14試合に出場。1先発13救援・28.0回を投げて、1勝1敗・防御率2.89を記録した。
2015年もルーキー級ドミニカン・サマーリーグ・レッドソックスで開幕を迎え、シーズンを専属した。このシーズンは13先発3救援・65.1回を投げて、6勝1敗・防御率1.10を記録した。
2016年はA-級ローウェル・スピナーズに昇格、シーズンを専属した。このシーズンは14先発・48.1回を投げて、3勝5敗・防御率4.10を記録した。
2017年はA級グリーンビル・ドライブに昇格、シーズンを専属した。このシーズンは23先発・103.1回を投げて、4勝5敗・防御率4.01を記録した。
2018年はA+級セイラム・レッドソックスに昇格して開幕を迎えた。8月22日にAA級ポートランド・シードッグスに昇格、同チームでシーズンを終えた。このシーズンは2チーム合計で、23先発5救援・107.0回を投げて、9勝5敗・防御率3.53を記録。オフにはアリゾナ・フォールリーグのメサ・ソーラーソックスに所属、8試合に救援登板した。また、2018年オフにレッドソックスはエルナンデスを40人枠に追加した。
2019年はAA級ポートランドで開幕を迎えた。4月23日にダブルヘッダーに伴う26人枠として招集され、メジャー昇格した。同日行われたデトロイト・タイガース戦のゲーム2で救援登板してメジャーデビュー。この試合では2.1回を投げて無失点であった。翌24日にAA級ポートランドへ降格した。6月11日に再びメジャー昇格し、同日行われたテキサス・レンジャーズ戦でメジャー初先発した。この試合では3.0回を投げて4失点で、敗戦投手となった。同月15日にAAA級ポータケット・レッドソックスへ降格した。7月16日にメジャーに再々昇格し、以後シーズン終了まで在籍した。このシーズンはメジャーで29試合・30.1回を投げて、0勝1敗、防御率4.45を記録した。
2020年は7試合に登板して1勝0敗、防御率2.16、13奪三振を記録した。
2021年は48試合に登板して2勝2敗、防御率3.38、54奪三振を記録した。
2022年は7試合に登板して0勝1敗、防御率3.98、9奪三振を記録した。
2023年1月5日にDFAとなった。

### オリオールズ傘下時代
2023年1月11日に金銭トレードで、ボルチモア・オリオールズへ移籍した。だが、1月26日にDFAとなり、2月2日にマイナー契約で傘下のAAA級ノーフォーク・タイズへ配属された。

### ソフトバンク時代
2023年7月28日、福岡ソフトバンクホークスへの入団が発表された。背番号は61。ソフトバンクは、左肘手術のため長期離脱となったリバン・モイネロの代役を探していた。
8月13日、ウエスタン・リーグでの対中日ドラゴンズ戦（タマホーム スタジアム筑後）で3回表に2番手として登板すると、3四死球を与えるも相手の犠打失敗による併殺と1奪三振で無失点に抑えた。8月19、20日の対オリックス・バファローズ戦（タマスタ筑後）ではいずれも1回無失点に抑え、同月23日に一軍昇格。同日の対千葉ロッテマリーンズ18回戦（ZOZOマリンスタジアム）では、9-3で迎えた9回裏無死から4番手として一軍初登板を果たしたものの、先頭打者のポランコに本塁打を被弾。一軍初登板の最初の打者に本塁打を被弾するのは、同年開幕戦の西武ティノコ以来NPB史上83人目、パ・リーグ史上43人目となった。その後安打四死球などで更に1点を失い、なおも2死満塁で本塁打が出れば同点という状況で甲斐野央と交代、降板となった。8月27日に登録抹消となると、そのまま一軍昇格はなく、二軍戦では7試合の登板で計7回を3失点に抑えた。その後はみやざきフェニックスリーグに参加していたが、クライマックスシリーズで再び一軍へ昇格。同シリーズでは第1戦と第3戦に登板し、計1回を投げて走者を許さなかった。10月17日、来季も残留する見込みであることが報じられ、12月1日に公示された保留者名簿にも名前が記載された。12月13日、背番号がメジャー時代の63に変更されることが発表された。
2024年はオープン戦3試合に登板し2回2/3を無失点で抑えていたものの、右脚の違和感から3月20日に右半腱様筋筋損傷と診断されリハビリ組に入り開幕を二軍で迎え、その後4月19日のウエスタン・リーグ広島戦（タマスタ筑後）で実戦復帰、その試合を含む二軍戦3試合に登板し無失点に抑えると、4月27日に出場選手登録、同月29日の対西武6回戦（みずほPayPayドーム）8回表に3番手としてシーズン一軍初登板、その試合を含む4試合で起用されいずれの試合も1回無失点で抑えた後、3連投目となった5月7日の対日本ハム6回戦（みずほPayPayドーム）で延長12回表に5番手で登板し無失点で抑えた裏にチームがサヨナラ勝ちしたことにより、来日初勝利を挙げた。7月17日には4月29日のシーズン初登板から26イニング連続奪三振のプロ野球記録を樹立し、最終的に29イニングまで記録を伸ばした。9月23日、チームがリーグ優勝を決めた対オリックス・バファローズ戦にて4番手の抑え投手を務め、三者連続三振の投球で胴上げ投手となった。48試合に登板して、3勝3敗21ホールド3セーブ、防御率2.25と4年ぶりのリーグ優勝に貢献した。ポストシーズンでは、日本ハムとのクライマックスシリーズファイナルステージで3試合、横浜DeNAベイスターズとの日本シリーズで3試合に登板し、いずれも無失点に抑えている。11月29日に、新たに2年契約を結んだことが発表された。

## 投球スタイル
スリークォーターから最速99.1mph・平均96mphの速球が全投球のうち74%占め、25%が平均83mphのスライダー、1%が平均77mphのカーブの球種配分となっている。コントロールに課題を抱える。

## 人物
愛称は「ヘルちゃん」。
日常生活ではどのような時でも常に左手に結婚指輪をはめている。野球をプレーする際に指輪を外し忘れてしまうこともあり、2024年7月21日の対西武戦では相手チームの指摘により注意を受けた。

## 詳細情報

### 年度別投手成績
| 年 度    | 球 団        | 登 板 | 先 発 | 完 投 | 完 封 | 無 四 球 | 勝 利 | 敗 戦 | セ 丨 ブ | ホ 丨 ル ド | 勝 率 | 打 者 | 投 球 回 | 被 安 打 | 被 本 塁 打 | 与 四 球 | 敬 遠 | 与 死 球 | 奪 三 振 | 暴 投 | ボ 丨 ク | 失 点 | 自 責 点 | 防 御 率 | W H I P |
| -------- | ------------ | ----- | ----- | ----- | ----- | -------- | ----- | ----- | -------- | ----------- | ----- | ----- | -------- | -------- | ----------- | -------- | ----- | -------- | -------- | ----- | -------- | ----- | -------- | -------- | ------- |
| 2019     | BOS          | 29    | 1     | 0     | 0     | 0        | 0     | 1     | 0        | 4           | .000  | 147   | 30.1     | 27       | 1           | 26       | 1     | 3        | 57       | 4     | 0        | 18    | 15       | 4.45     | 1.75    |
| 2020     | BOS          | 7     | 0     | 0     | 0     | 0        | 1     | 0     | 0        | 2           | 1.000 | 40    | 8.1      | 5        | 0           | 8        | 0     | 1        | 13       | 1     | 0        | 2     | 2        | 2.16     | 1.56    |
| 2021     | BOS          | 48    | 0     | 0     | 0     | 0        | 2     | 2     | 0        | 12          | .500  | 182   | 40.0     | 29       | 5           | 31       | 0     | 5        | 54       | 3     | 0        | 17    | 15       | 3.38     | 1.50    |
| 2022     | BOS          | 7     | 0     | 0     | 0     | 0        | 0     | 1     | 0        | 0           | .000  | 43    | 6.2      | 14       | 4           | 8        | 0     | 2        | 9        | 0     | 0        | 17    | 16       | 21.60    | 3.30    |
| 2023     | ソフトバンク | 1     | 0     | 0     | 0     | 0        | 0     | 0     | 0        | 0           | ----  | 7     | 0.2      | 3        | 1           | 1        | 0     | 1        | 1        | 0     | 0        | 2     | 2        | 27.00    | 6.00    |
| 2024     | ソフトバンク | 48    | 0     | 0     | 0     | 0        | 3     | 3     | 3        | 21          | .500  | 194   | 48.0     | 34       | 2           | 14       | 1     | 6        | 72       | 1     | 0        | 13    | 12       | 2.25     | 1.00    |
| MLB：4年 | MLB：4年     | 91    | 1     | 0     | 0     | 0        | 3     | 4     | 0        | 18          | .429  | 412   | 85.1     | 75       | 10          | 73       | 1     | 11       | 133      | 8     | 0        | 54    | 48       | 5.06     | 1.73    |
| NPB：2年 | NPB：2年     | 49    | 0     | 0     | 0     | 0        | 3     | 3     | 3        | 21          | .500  | 201   | 48.2     | 37       | 3           | 15       | 1     | 7        | 73       | 1     | 0        | 15    | 14       | 2.59     | 1.07    |

- 2024年度シーズン終了時

### WBCでの投手成績
| 年 度 | 代 表      | 登 板 | 先 発 | 勝 利 | 敗 戦 | セ ｜ ブ | 打 者 | 投 球 回 | 被 安 打 | 被 本 塁 打 | 与 四 球 | 敬 遠 | 与 死 球 | 奪 三 振 | 暴 投 | ボ ｜ ク | 失 点 | 自 責 点 | 防 御 率 |
| ----- | ---------- | ----- | ----- | ----- | ----- | -------- | ----- | -------- | -------- | ----------- | -------- | ----- | -------- | -------- | ----- | -------- | ----- | -------- | -------- |
| 2023  | ベネズエラ | 1     | 0     | 0     | 0     | 0        | 4     | 1.0      | 1        | 0           | 0        | 0     | 0        | 2        | 0     | 0        | 0     | 0        | 0.00     |

### 年度別守備成績
| 年 度 | 球 団        | 投手（P） | 投手（P） | 投手（P） | 投手（P） | 投手（P） | 投手（P） |
| 年 度 | 球 団        | 試 合     | 刺 殺     | 補 殺     | 失 策     | 併 殺     | 守 備 率  |
| ----- | ------------ | --------- | --------- | --------- | --------- | --------- | --------- |
| 2019  | BOS          | 29        | 1         | 4         | 0         | 1         | 1.000     |
| 2020  | BOS          | 7         | 0         | 0         | 0         | 0         | ----      |
| 2021  | BOS          | 48        | 1         | 2         | 0         | 0         | 1.000     |
| 2022  | BOS          | 7         | 0         | 1         | 0         | 0         | 1.000     |
| 2023  | ソフトバンク | 1         | 0         | 0         | 0         | 0         | ----      |
| 2024  | ソフトバンク | 48        | 1         | 1         | 0         | 0         | 1.000     |
| MLB   | MLB          | 91        | 2         | 7         | 0         | 1         | 1.000     |
| NPB   | NPB          | 49        | 1         | 1         | 0         | 0         | 1.000     |

- 2024年度シーズン終了時

### 記録

#### NPB
初記録
- 初登板：2023年8月23日、対千葉ロッテマリーンズ18回戦（ZOZOマリンスタジアム）、9回裏に4番手で救援登板、2/3回2失点[31]
- 初奪三振：同上、9回裏に山口航輝から見逃し三振[31]
- 初ホールド：2024年5月5日、対埼玉西武ライオンズ9回戦（ベルーナドーム）、6回裏に2番手で救援登板、1回無失点
- 初勝利：2024年5月7日、対北海道日本ハムファイターズ6回戦（みずほPayPayドーム福岡）、12回表に5番手で救援登板・完了、1回無失点
- 初セーブ：2024年9月8日、対埼玉西武ライオンズ23回戦（みずほPayPayドーム福岡）、9回表に6番手で救援登板・完了、1回無失点[32]

その他の記録
- 初登板で対戦した第1打者に被本塁打：初登板参照、9回裏にグレゴリー・ポランコに右越ソロ ※史上83人目[31]
- シーズン初登板初回から29イニング連続奪三振：2024年4月29日、対埼玉西武ライオンズ6回戦（みずほPayPayドーム福岡） - 7月28日、対オリックス・バファローズ15回戦（みずほPayPayドーム福岡） ※日本記録[33]

### 背番号
- 63（2019年 - 2022年、2024年 - ）
- 61（2023年7月31日 - 同年終了）

### 代表歴
- 2023 ワールド・ベースボール・クラシック・ベネズエラ代表